# Re:SETO
『Re:SETO』(リセット)は岡山放送で2019年4月23日から放送している教養番組である。

## 番組概要
岡山放送の開局50周年を記念して開始。地球環境などを考える教養番組である。
2019年度の放送は15:00〜16:00までの放送で、2020年度から2021年度は30分に短縮になった。2022年度は10:25〜10:50の放送になった。
放送前日の金曜日の15:45～16:15に再放送している。年末には今までの時間通り15:00からの放送になることもあります。

## 放送日

### 2019年度の放送
2019年4月から2020年3月までは15:00〜16:00までの放送。

### 2020年度から2021年度の放送
2020年4月から2022年3月の放送は15:00〜15:30までの放送。

### 2022年度の放送
2022年4月から10:25〜10:50の放送になった。

### 2024年度の放送
2024年10月19日にワールド・シリーズ2024年の放送のため第3土曜日の放送になった。

## MC
- 藤本紅美（岡山放送アナウンサー、2020年4月 - )
- 梶剛
- 佐藤理子（岡山放送アナウンサー、2025年4月 -）

### 過去のMC
- 矢野みなみ（当時岡山放送アナウンサー、2019年4月 - 2020年3月）

## 過去の出演者
- 森下花音（岡山放送アナウンサー、2024年4月 - 2025年3月）

## スタッフ
- ナレーター:萩原渉、藤本紅美
- カメラ:長瀬正人、志水貫大
- 音声:花澤健一
- CG:加藤裕理、小幡珠希、須増早苗
- 編成:藤本七生
- 協力:長谷川町子美術館、エイケン、フジテレビ
- ディレクター:戸田奈沙、久保さち子、高田亜矢子
- プロデューサー:山下恵利子
- 制作協力:OHKエンタープライズ